# Rahimatpur
 (mars 2024).
Rahimatpur, est une ville et un conseil municipal du district de Satara dans l'État indien du Maharashtra. Lors du recensement de l'Inde de 2011, sa population s'élève à 17 633 habitants.